# Grypsera
Grypsera (z niem. Grips – pot. rozum) – mowa środowiskowa środowisk przestępczych, ukształtowana na gruncie języka polskiego. Stanowi szczególny przypadek argotu.
Powstała prawdopodobnie w XIX wieku na terenie zaboru rosyjskiego, jako miejsce jej powstania podawany jest Zakład Karny na „Gęsiówce” w Warszawie. Początkowo pełniła funkcję głównie języka tajnego, gwary środowiskowej przestępców odsiadujących długoletnie wyroki. Od końca XIX wieku używana także na wolności.

## Charakterystyka
Grypsera jest jedną z najbogatszych pod względem słownictwa gwar polszczyzny; nie jest możliwe stworzenie pełnego jej słownika, gdyż ewoluuje ona nieprzerwanie w wielu miejscach niezależnie. Ze względu na hermetyzację ośrodków rozwoju gwary więziennej często te same słowa mają różne znaczenia, bądź różne słowa mają te same znaczenia (w zależności od miejsca stosowania). W zasobie słów stosowanych w gwarze więziennej dłużej utrzymują się i bardziej rozprzestrzeniają te, które cechuje łatwość odmiany gramatycznej. Gwarę więzienną należy podzielić na tzw. kminę (język grypsujących, nazywanych ludźmi) oraz język zwykły – tzw. frajerów.
Podstawę gramatyczną grypsery stanowi język polski, jednak wyraźne są w niej wpływy jidysz, niemieckiego, rosyjskiego, ukraińskiego i rozmaitych gwar miejskich (na przykład gwary warszawskiej czy lwowskiego bałaku). W olbrzymim stopniu wpłynęła na ukształtowanie się współczesnych gwar młodzieżowych.
Pod względem fonetycznym grypsera zbliżona jest do gwary warszawskiej z charakterystyczną wymową ⟨i⟩ [i] jak ⟨y⟩ [ɨ] i zanikiem samogłosek nosowych (ą, ę).